# Развивающиеся страны

Новые индустриальные страны с 2013 года.

Развивающиеся страны (англ. developing countries) — термин, характеризующий уровень экономического развития государств. К развивающимся странам в основном относят аграрные и аграрно-индустриальные государства со слаборазвитой, но растущей промышленностью, либо это страны, ВВП на душу населения, уровень развития и экономическая стабильность которых сравнительно ниже, чем у развитых.
Обычно развивающимися признают страны, не являющиеся членами ОЭСР. Согласно требованиям к членам этой организации, развивающиеся страны имеют низкие стандарты демократических правительств, свободной рыночной экономики, индустриализации, социальных программ и гарантий прав человека. Но есть и исключения, так как в ОЭСР были приняты также и развивающиеся страны, имеющие средний ВВП на душу населения, такие как Колумбия, Мексика, Турция и Коста-Рика. Некоторые развивающиеся страны не являются слаборазвитыми и имеют средние стандарты уровня жизни, а, например, развивающийся Катар занимает первое место в мире по ВВП на душу населения. В связи с этим, определить «развитость» разных стран довольно-таки непросто.
Необходимо различать развитые страны от стран с высоким уровнем дохода. Термин «развитая страна» применяется в классификациях МВФ и ЦРУ, где доход на душу населения не является определяющим критерием. Согласно классификации ООН, некоторые страны, например, государства ССАГПЗ с высоким уровнем дохода населения по-прежнему являются развивающимися. При оценке «реальной» развитости страны учитывается входит ли она в список стран с высоким уровнем дохода населения.
Страны с более развитой экономикой по сравнению с другими, не имеющие всех признаков развитой страны, объединяются под общим термином «новые индустриальные страны». В то же время есть мнение, что термин «развивающаяся страна» применим не для любой страны с отстающим развитием, так как в ряде стран практически никакого развития не происходит. Такие страны, стремясь к частичным изменениям, классифицируются как наименее развитые страны и «несостоявшиеся государства».
Развитые страны, как правило, имеют экономические системы, основанные на постоянном и самоподдерживающемся экономическом росте.
В 1997—1998 годах доля мирового ВВП развивающихся стран составляла 37 %. По оценке Morgan Stanley (2014) в настоящее время на развивающиеся страны приходится примерно 50-60 % мирового ВВП. Ассоциация банков России прогнозирует увеличение доли развивающихся стран к 2026 году до 60 % мирового ВВП.
Как одним из критериев, определяющих развитые и развивающиеся страны, является индекс человеческого развития (ИЧР), это комплексный сравнительный показатель ожидаемой продолжительности жизни, грамотности, образования и уровня жизни для стран во всём мире. Этот индекс используется для выявления различий между развитыми, развивающимися и недостаточно развитыми странами, а также для оценки воздействия экономической политики на качество жизни граждан.

## Список стран по индексу человеческого развития

Доклад ООН о человеческом развитии за 2021-22 годы (страны с очень высоким ИЧР выделены самым тёмным цветом, а с низким ИЧР — самым светлым)

Список стран по индексу человеческого развития (ИЧР) включён в Отчёт о развитии человечества из Программы развития ООН, составленный на основе оценочных данных ООН 2021 года и опубликованный 8 сентября 2022 года. Список включает в себя страны: с очень высоким ИЧР, с высоким ИЧР, средним ИЧР и низким ИЧР, где страны со средним и низким ИЧР можно назвать развивающимися странами.
ИЧР является комплексным сравнительным показателем ожидаемой продолжительности жизни, грамотности, образования и уровня жизни для стран во всём мире. Этот индекс используется для выявления различий между развитыми, развивающимися и недостаточно развитыми странами, а также для оценки воздействия экономической политики на качество жизни для граждан.
Список стран с очень высоким индексом человеческого развития представлен на таблице:

### Средний ИЧР
| Место                | Место                         | Страна             | ИЧР                       | ИЧР                           |
| в 2021 (доклад 2022) | Разница с предыдущим периодом | Страна             | Индекс 2021 (доклад 2022) | Разница с предыдущим периодом |
| -------------------- | ----------------------------- | ------------------ | ------------------------- | ----------------------------- |
| 116                  | ▼ (3)                         | Филиппины          | 0,699                     | ▼ 0,011                       |
| 117                  | ▼ (7)                         | Ботсвана           | 0,693                     | ▼ 0,020                       |
| 118                  | ▲ (1)                         | Боливия            | 0,692                     | ▼ 0,002                       |
| 118                  | ▲ (3)                         | Кыргызстан         | 0,692                     | ▲ 0,003                       |
| 120                  | ▼ (2)                         | Венесуэла          | 0,691                     | ▼ 0,004                       |
| 121                  | ▲ (1)                         | Ирак               | 0,686                     | ▲ 0,007                       |
| 122                  | ▲ (4)                         | Таджикистан        | 0,685                     | ▲ 0,021                       |
| 123                  | ▼ (3)                         | Белиз              | 0,683                     | ▼ 0,007                       |
| 123                  | ▼ (1)                         | Марокко            | 0,683                     | ▲ 0,004                       |
| 125                  | ▼ (1)                         | Сальвадор          | 0,675                     | ▲ 0,003                       |
| 126                  | ▲ (3)                         | Никарагуа          | 0,667                     | ▲ 0,013                       |
| 127                  | ▼ (2)                         | Бутан              | 0,666                     | ▼ 0,002                       |
| 128                  | ▼ (1)                         | Кабо-Верде         | 0,662                     | ▬                             |
| 129                  | ▼ (1)                         | Бангладеш          | 0,661                     | ▲ 0,006                       |
| 130                  | ▲ (1)                         | Тувалу             | 0,641                     | ▲ 0,002                       |
| 131                  | ▬                             | Маршалловы Острова | 0,639                     | ▬                             |
| 132                  | ▼ (2)                         | Индия              | 0,633                     | ▼ 0,009                       |
| 133                  | ▲ (2)                         | Гана               | 0,632                     | ▬                             |
| 134                  | ▲ (2)                         | Микронезия         | 0,628                     | ▼ 0,001                       |
| 135                  | ▼ (2)                         | Гватемала          | 0,627                     | ▼ 0,008                       |
| 136                  | ▲ (1)                         | Кирибати           | 0,624                     | ▲ 0,001                       |
| 137                  | ▲ (1)                         | Гондурас           | 0,621                     | ▬                             |

| Место                | Место                         | Страна                | ИЧР                       | ИЧР                           |
| в 2021 (доклад 2022) | Разница с предыдущим периодом | Страна                | Индекс 2021 (доклад 2022) | Разница с предыдущим периодом |
| -------------------- | ----------------------------- | --------------------- | ------------------------- | ----------------------------- |
| 138                  | ▲ (1)                         | Сан-Томе и Принсипи   | 0,618                     | ▼ 0,001                       |
| 139                  | ▼ (5)                         | Намибия               | 0,615                     | ▼ 0,018                       |
| 140                  | ▲ (2)                         | Лаос                  | 0,607                     | ▼ 0,001                       |
| 140                  | ▬                             | Восточный Тимор       | 0,607                     | ▼ 0,007                       |
| 140                  | ▲ (2)                         | Вануату               | 0,607                     | ▼ 0,001                       |
| 143                  | ▲ (1)                         | Непал                 | 0,602                     | ▼ 0,002                       |
| 144                  | ▼ (3)                         | Эсватини              | 0,597                     | ▼ 0,013                       |
| 145                  | ▲ (2)                         | Экваториальная Гвинея | 0,596                     | ▼ 0,003                       |
| 146                  | ▲ (2)                         | Камбоджа              | 0,593                     | ▼ 0,003                       |
| 146                  | ▼ (1)                         | Зимбабве              | 0,593                     | ▼ 0,007                       |
| 148                  | ▲ (1)                         | Ангола                | 0,586                     | ▼ 0,004                       |
| 149                  | ▼ (4)                         | Мьянма                | 0,585                     | ▼ 0,015                       |
| 150                  | ▲ (2)                         | Сирия                 | 0,577                     | ▬                             |
| 151                  | ▼ (1)                         | Камерун               | 0,576                     | ▼ 0,002                       |
| 152                  | ▼ (2)                         | Кения                 | 0,575                     | ▼ 0,003                       |
| 153                  | ▬                             | Республика Конго      | 0,571                     | ▼ 0,003                       |
| 154                  | ▬                             | Замбия                | 0,565                     | ▼ 0,005                       |
| 155                  | ▬                             | Соломоновы Острова    | 0,564                     | ▼ 0,001                       |
| 156                  | ▬                             | Коморы                | 0,558                     | ▼ 0,004                       |
| 156                  | ▲ (1)                         | Папуа — Новая Гвинея  | 0,558                     | ▼ 0,002                       |
| 158                  | ▬                             | Мавритания            | 0,556                     | ▬                             |
| 159                  | ▬                             | Кот-д’Ивуар           | 0,550                     | ▼ 0,001                       |

### Низкий ИЧР
| Место                | Место                         | Страна     | ИЧР                       | ИЧР                           |
| в 2021 (доклад 2022) | Разница с предыдущим периодом | Страна     | Индекс 2021 (доклад 2022) | Разница с предыдущим периодом |
| -------------------- | ----------------------------- | ---------- | ------------------------- | ----------------------------- |
| 160                  | ▬                             | Танзания   | 0,549                     | ▲ 0,001                       |
| 161                  | ▬                             | Пакистан   | 0,544                     | ▲ 0,001                       |
| 162                  | ▲ (1)                         | Того       | 0,539                     | ▲ 0,004                       |
| 163                  | ▼ (1)                         | Гаити      | 0,535                     | ▼ 0,005                       |
| 163                  | ▬                             | Нигерия    | 0,535                     | ▬                             |
| 165                  | ▬                             | Руанда     | 0,534                     | ▲ 0,002                       |
| 166                  | ▬                             | Бенин      | 0,525                     | ▲ 0,001                       |
| 166                  | ▬                             | Уганда     | 0,525                     | ▲ 0,001                       |
| 168                  | ▬                             | Лесото     | 0,514                     | ▼ 0,007                       |
| 169                  | ▬                             | Малави     | 0,512                     | ▼ 0,004                       |
| 170                  | ▬                             | Сенегал    | 0,511                     | ▼ 0,002                       |
| 171                  | ▬                             | Джибути    | 0,509                     | ▼ 0,001                       |
| 172                  | ▼ (1)                         | Судан      | 0,508                     | ▼ 0,002                       |
| 173                  | ▬                             | Мадагаскар | 0,501                     | ▬                             |
| 174                  | ▼ (1)                         | Гамбия     | 0,500                     | ▼ 0,001                       |
| 175                  | ▬                             | Эфиопия    | 0,498                     | ▬                             |

| Место                | Место                         | Страна                           | ИЧР                       | ИЧР                           |
| в 2021 (доклад 2022) | Разница с предыдущим периодом | Страна                           | Индекс 2021 (доклад 2022) | Разница с предыдущим периодом |
| -------------------- | ----------------------------- | -------------------------------- | ------------------------- | ----------------------------- |
| 176                  | ▬                             | Эритрея                          | 0,492                     | ▼ 0,002                       |
| 177                  | ▬                             | Гвинея-Бисау                     | 0,483                     | ▬                             |
| 178                  | ▲ (1)                         | Либерия                          | 0,481                     | ▲ 0,001                       |
| 179                  | ▲ (1)                         | Демократическая Республика Конго | 0,479                     | ▬                             |
| 180                  | ▼ (3)                         | Афганистан                       | 0,478                     | ▼ 0,005                       |
| 181                  | ▬                             | Сьерра-Леоне                     | 0,477                     | ▲ 0,002                       |
| 182                  | ▬                             | Гвинея                           | 0,465                     | ▼ 0,001                       |
| 183                  | ▬                             | Йемен                            | 0,455                     | ▼ 0,005                       |
| 184                  | ▲ (1)                         | Буркина-Фасо                     | 0,449                     | ▬                             |
| 185                  | ▼ (1)                         | Мозамбик                         | 0,446                     | ▼ 0,007                       |
| 186                  | ▬                             | Мали                             | 0,428                     | ▲ 0,001                       |
| 187                  | ▬                             | Бурунди                          | 0,426                     | ▬                             |
| 188                  | ▬                             | ЦАР                              | 0,404                     | ▼ 0,003                       |
| 189                  | ▬                             | Нигер                            | 0,400                     | ▼ 0,001                       |
| 190                  | ▬                             | Чад                              | 0,394                     | ▼ 0,003                       |
| 191                  | ▬                             | Южный Судан                      | 0,385                     | ▼ 0,001                       |

## Определение
Впервые термин «развивающиеся страны» употребил в 1980-х годах экономист Всемирного банка Антуан Ван Агтмель. В СССР развивающиеся страны капитализма назывались «слаборазвитыми капиталистическими странами» (за исключением КНР, МНР, КНДР и СРР).
Согласно Статистическому отделу ООН:
Нет правил для определения «развитых» или «развивающихся» стран или регионов в системе ООН.
Отмечается, что:
Обозначения «развитая» и «развивающаяся» страна служат лишь для статистического удобства и не обязательно несут суждение об этапе развития, достигнутом в конкретной стране или области.
Также ООН отмечает, что:

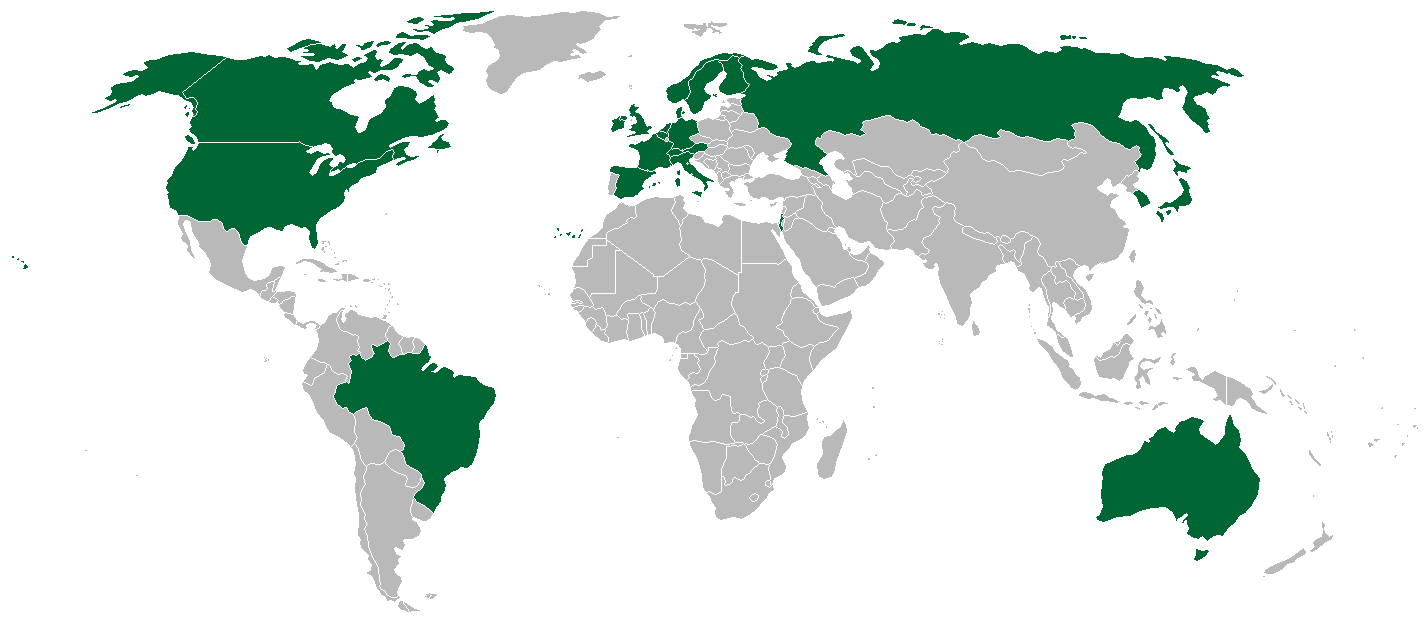
Карта развитых стран-членов Парижского клуба

Обычно практике в Азии, Канада и США в Северной Америке, Океании и Европе считаются «развитыми» регионами и областями. По международной торговой статистике, Южноафриканский таможенный союз также относится к развитым регионам, а Израиль — к развитым странам; страны бывшей Югославии рассматриваются как развивающиеся; а государства Восточной Европы и Содружества Независимых Государств в Европе не включены в списки ни развитых, ни развивающихся регионов, однако есть исключения: в 2023 году, представитель ООН, в прогнозах темпов роста развитых экономик на 2024 год, сообщил о устойчивости и росте экономики России
Всемирный банк делит страны на четыре группы по уровню дохода. Оценка выносится каждый год первого июля. Экономики, по данным на 1 июля 2025 г. — 30 июня 2026 г., были разделены по ВНД на душу населения в год (в долларах США) на следующие пределы доходов:
- Страны с низким уровнем доходов равным 1 135 долларов или меньше;
- Страны со средне-низким уровнем доходов на уровне 1 136 — 4 495 долларов;
- Страны со средне-высоким уровнем доходов на уровне 4 496 — 13 935 долларов;
- Страны с высоким уровнем доходов свыше 13 935 долларов.

Всемирный банк относит все малоразвитые и среднеразвитые страны к развивающимся. Однако отмечается, что:
Использование этого термина является удобным, но он не подразумевает, что все экономики в группе имеют схожее развитие, либо что прочие экономики достигли предпочтительного уровня процветания. Классификация по доходам не обязательно отражает состояние развития страны.

## Мера и концепция развития
Развитие страны определяется по статистическим показателям, таким как ВВП на душу населения, ожидаемая продолжительность жизни и уровень грамотности, которые объединяет Индекс развития человеческого потенциала, разработанный ООН. [значимость факта?]
Развивающиеся страны в основном не достигли значительного уровня индустриализации на душу населения и имеют средний или низкий уровень жизни.
Иногда используются другие термины: менее развитые страны, экономически слаборазвитые страны, страны третьего мира и не индустриальные страны. И, наоборот, страны на другой стороне спектра называют развитыми, экономически развитыми, странами первого мира или индустриальными странами.
Для смягчения эвфемистической стороны слова «развивающийся» международные организации стали применять выражение «экономически слаборазвитые страны» для беднейших государств, которые ни в каком отношении не могут быть отнесены к развивающимся.
Концепция развивающихся стран существует под тем или иным названием во множестве теоретических систем, имеющих различное направление, — например, в теории колониализма, теологии освобождения, марксизме, антиимпериализме и в политической экономии. 

## Классификация МВФ
В качестве критериев классифицирования на развитые и развивающиеся страны МВФ использует уровень дохода на душу населения, диверсификация экспорта, степень интеграции в мировую финансовую систему.
В 1997 году МВФ включил в свой список «развитых стран» Израиль и четыре «азиатских тигра» (Гонконг, Сингапур, Республику Корею и Китайскую Республику). В XXI веке МВФ включил в «развитые страны» Республику Кипр, Мальту, Сан-Марино, Макао, Пуэрто-Рико, Андорру и посткоммунистические — Словению, Чехию, Словакию, Эстонию, Латвию, Литву и Хорватию.
Согласно классификации МВФ до апреля 2004 года, все страны Восточной Европы и Центральной Европы, как и республики бывшего Советского Союза в Центральной Азии, а также Монголия изначально не были отнесены ни к развитым, ни к развивающимся странам. Однако в международных отчётах их относят к развивающимся странам.
МВФ использует гибкую систему классификации, которая учитывает:
1. Средний доход на душу населения;
2. Диверсификация экспорта — так, экспортёры нефти, имеющие высокий ВВП на душу населения, не получат высокий рейтинг в классификации, так как свыше 70 % их поставок составляет нефть;
3. Уровень интеграции в глобальную финансовую систему.

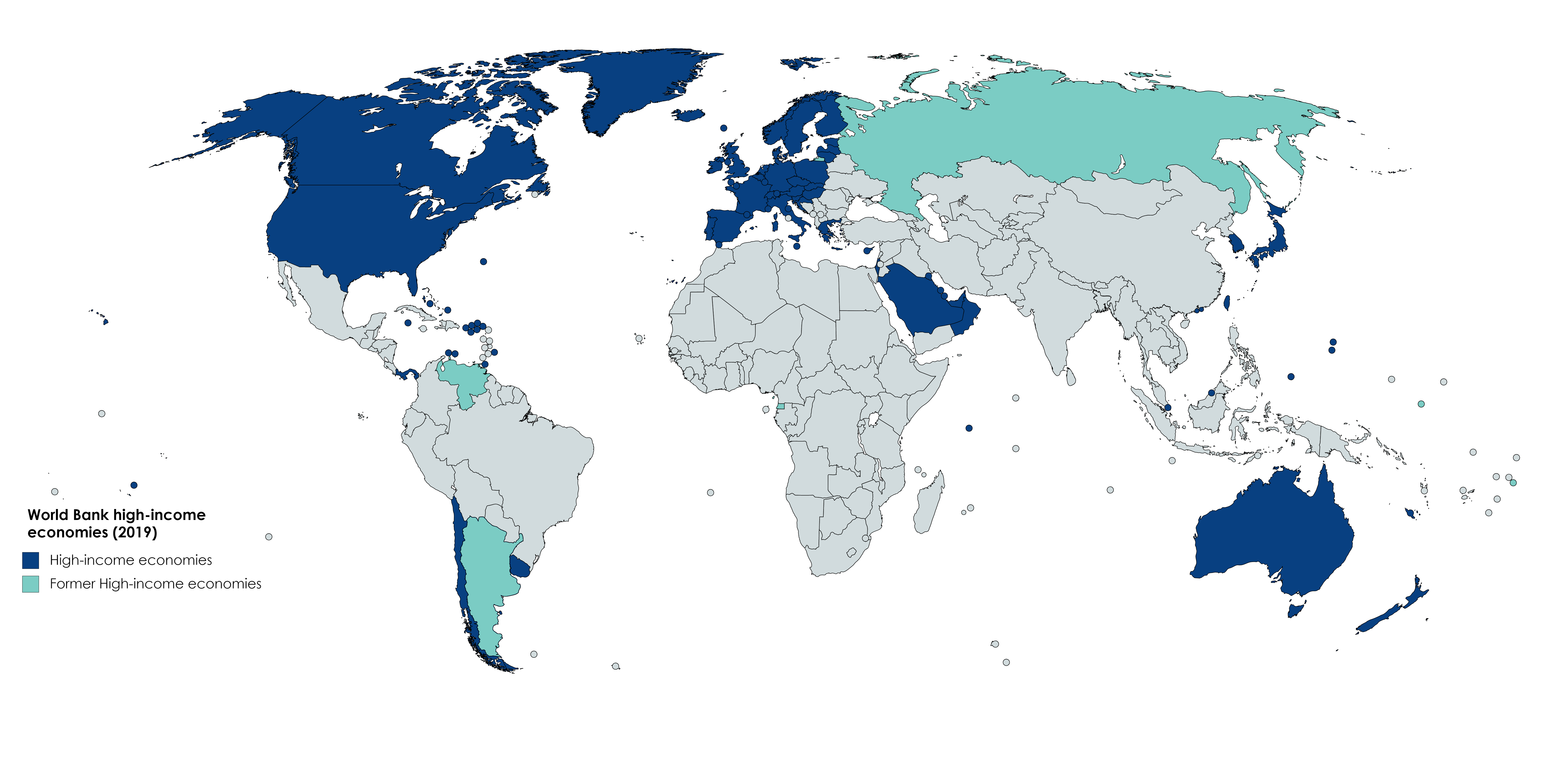
Страны с высоким уровнем дохода на 2019 год.
Бывшие страны с высоким уровнем дохода на 2019 год.

К развивающимся странам МВФ относит такие, как:
| Европа                          | Албания, Босния и Герцеговина, Болгария, Грузия, Косово, Молдавия, Северная Македония, Черногория, Сербия, Украина, Турция. |
| СНГ                             | Армения, Азербайджан, Белоруссия, Казахстан, Киргизия, Россия, Таджикистан, Туркменистан, Узбекистан, Молдавия. |
| Азия                            | Бангладеш, Бутан, Бруней, Камбоджа, Китай, Фиджи, Индия, Индонезия, Кирибати, Лаос, Малайзия, Мальдивы, Маршалловы острова, Микронезия, Монголия, Мьянма, Непал, Палау, Папуа-Новая Гвинея, Филиппины, Самоа, Соломоновы острова, Шри-Ланка, Таиланд, Восточный Тимор, Тонга, Тувалу, Вануату, Вьетнам. |
| Латинская Америка               | Антигуа и Барбуда, Аргентина, Багамы, Барбадос, Белиз, Боливия, Бразилия, Чили, Колумбия, Коста-Рика, Доминика, Доминиканская Республика, Эквадор, Сальвадор, Гренада, Гватемала, Гайана, Гаити, Гондурас, Ямайка, Мексика, Никарагуа, Панама, Парагвай, Перу, Сент-Китс и Невис, Сент-Люсия, Сент-Винсент и Гренадины, Суринам, Тринидад и Тобаго, Уругвай, Венесуэла. |
| Средний Восток, Северная Африка | Афганистан, Алжир, Бахрейн, Джибути, Египет, Иран, Ирак, Иордания, Кувейт, Ливан, Ливия, Мавритания, Марокко, Оман, Пакистан, Катар, Саудовская Аравия, Судан, Сирия, Тунис, ОАЭ, Йемен. |
| Тропическая Африка              | Ангола, Бенин, Ботсвана, Буркина-Фасо, Бурунди, Камерун, Кабо-Верде, Центральноафриканская республика, Чад, Коморские острова, Демократическая Республика Конго, Республика Конго, Кот-д’Ивуар, Экваториальная Гвинея, Эритрея, Эфиопия, Габон, Гамбия, Гана, Гвинея, Гвинея-Бисау, Кения, Лесото, Либерия, Мадагаскар, Малави, Мали, Маврикий, Мозамбик, Намибия, Нигер, Нигерия, Руанда, Сан-Томе и Принсипи, Сенегал, Сейшельские острова, Сьерра-Леоне, ЮАР, Южный Судан, Эсватини, Танзания, Того, Уганда, Замбия, Зимбабве. |

Страны, классифицикация стран с развитой экономикой данным по МВФ по состоянию на 2024 год.

Развивающиеся страны, не включённые в список МВФ:
- Абхазия
- Куба
- Палестина
- Северная Корея
- Сахарская Арабская Демократическая Республика (Западная Сахара)
- Южная Осетия